# Indaial (kommun)
Indaial är en kommun i Brasilien.   Den ligger i delstaten Santa Catarina, i den södra delen av landet, 1 300 km söder om huvudstaden Brasília. Antalet invånare är 54 794.
Följande samhällen finns i Indaial:
- Indaial

I omgivningarna runt Indaial växer i huvudsak städsegrön lövskog. Runt Indaial är det ganska tätbefolkat, med 239 invånare per kvadratkilometer.